# Dany Boon
Pour les articles homonymes, voir Boon et Hamidou.
Dany Boon (/da.ni bun/), né Daniel Hamidou, le 26 juin 1966 à Armentières (Nord), est un acteur, humoriste, réalisateur, scénariste et producteur français.
Révélé sur scène en tant qu'humoriste en 1995 lors de la sortie en VHS du spectacle Dany Boon au Palais des glaces : Je vais bien, tout va bien !, Dany Boon connaît en 2008 un immense succès commercial en tant qu'acteur, réalisateur et producteur de la comédie populaire Bienvenue chez les Ch'tis qui réalise 26 700 012 entrées dans le monde, dépassant ainsi le nombre d'entrées réalisé par La Grande Vadrouille (1966), et 20 489 303 entrées en France, soit le meilleur résultat d'un film français au box-office national, et le deuxième au total, juste derrière Titanic (1998).
Depuis, il enchaîne les films populaires à succès en tant que scénariste, réalisateur et producteur, tels que Rien à déclarer (2011), Supercondriaque (2014), Raid dingue (2017) ou encore La Ch'tite Famille (2018).
Il mène également une carrière de comédien sous le regard de cinéastes français reconnus tels que Jean-Pierre Jeunet, Danièle Thompson, Pascal Chaumeil, Julie Delpy ou encore Yvan Attal.

## Biographie

### Enfance et formation
Daniel Farid Hamidou est issu d'une famille du Nord. Son père Ahmed Hamidou, est né en 1930 en Kabylie (Algérie) et mort en 1992 à Lille, ; sa mère Danièle Ducatel est française. Il a deux frères, Alexis et Philippe.
Il étudie les arts graphiques à l'École supérieure des arts Saint-Luc de Tournai, en Belgique.
Pour se faire réformer du service militaire, il simule la folie.
Il arrive à Paris en 1989, où il fait le mime dans la rue, pour gagner sa vie, tout en se produisant sur de nombreuses scènes ouvertes, comme le FIEALD du théâtre Trévise.

### Débuts sur scène (1992-2003)
Il emprunte son nom de scène à Daniel Boone, un célèbre trappeur américain, héros d'une série télévisée. Cette série passait à la télévision le mercredi après-midi au milieu des années 1970.
Son style préféré est le one-man-show, qui lui permet de camper divers personnages, qui s’adressent au public pour raconter leurs mésaventures.
En 1993, Patrick Sébastien devient son producteur. Ses sketches s’inspirent de situations quotidiennes, qui interpellent le vécu des spectateurs, telles que l’attente interminable dans un bureau de poste, ou les multiples incidents liés à la conduite automobile. L’un de ses premiers grands succès est une série de sketches présentant un dépressif, qui essaie de vaincre ses angoisses par la méthode Coué, en répétant sans relâche : « Je vais bien, tout va bien, je suis gai, tout me plaît, je ne vois pas pourquoi, pourquoi ça n’irait pas. ». Un autre de ses sketchs culte est Le Wayka (nom de la marque K-way en verlan), où il narre les difficultés liées à l’enfilage, puis au port de ce vêtement de pluie. Dans ce sketch, le ressort comique est basé sur un bruit, une onomatopée déclenchant immédiatement le rire du public. On peut également citer les mésaventures de Jean-Pierre, obsédé par le culturisme, à tel point qu’il reste un jour coincé dans la salle de sport, ou d’un simplet voulant communiquer son goût de la lecture au public, en lui faisant partager un passage d’un roman des éditions Harlequin.
Au cinéma, ses débuts restent toutefois timides. Après quelques apparitions dans Le Grand Blanc de Lambaréné (1994), Oui (1996) et Paroles d'hommes (1997), il trouve ses premiers rôles consistants dans la comédie chorale Le Déménagement (1997) et le piètre Bimboland (1998), sur le tournage duquel il fait la rencontre de sa future compagne Judith Godrèche.
Dany est par ailleurs musicien. On connaît sa version de Piensa en mí (interprété par Luz Casal dans le film Talons aiguilles de Pedro Almodóvar) mais aussi ses propres chansons comme Le Blues du 'tiot poulet.
Le Nord-Pas-de-Calais, dont il est originaire, est l’un de ses thèmes favoris. Il a d’ailleurs joué en 2003 l’un de ses spectacles en ch’ti, Dany Boon à s’baraque et en ch’ti, sorti par la suite en DVD (spectacle enregistré les 9et 10 juin 2003 au théâtre du Nouveau-Siècle à Lille).
En 2003 toujours, il met en scène une pièce de théâtre, La Vie de chantier (sortie ensuite en DVD). Cette pièce narre les déboires du jeune propriétaire d’un hôtel particulier (interprété par Dany Boon), dont la livraison est retardée, à cause de l’incompétence et de la prévarication des ouvriers de l’entreprise chargée du chantier.

### Progression au cinéma (2004-2007)

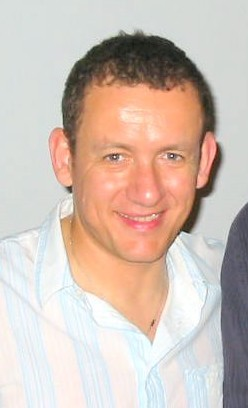
L'acteur à l'avant-première de son premier film, La Maison du bonheur, à Trégueux, en 2006.

En 2004, Dany Boon fait partie de la distribution principale de la comédie populaire Pédale dure, de Gabriel Aghion, un flop critique et commercial qui est actuellement deuxième sur la liste des films les plus mal notés par les membres d'Allociné, avec 0,9/5 de moyenne.
Mais l'année 2005 le place parmi les acteurs à suivre : il est d'abord à l'affiche du drame historique Joyeux Noël, de Christian Carion. Sa performance dans ce registre dramatique lui vaut une nomination aux César dans la catégorie « meilleur acteur dans un second rôle ». Puis, il est dirigé par Francis Veber dans sa comédie La Doublure. Boon y incarne Richard, le meilleur ami de François Pignon, joué par un autre humoriste populaire, Gad Elmaleh. Enfin, il révèle son premier film en tant que réalisateur et acteur principal, La Maison du bonheur, une adaptation de sa pièce La Vie de chantier. Le film, dans lequel joue notamment Michèle Laroque, attire 1,1 million de spectateurs en France.
En 2006, il est à l'affiche de la comédie Mon meilleur ami avec Daniel Auteuil, sous la direction de Patrice Leconte.
Il a également prêté sa voix dans les films d'animation tels que Gang de requins (2004), Cendrillon et le Prince (pas trop) charmant (2007).

### Consécration (2008-2009)

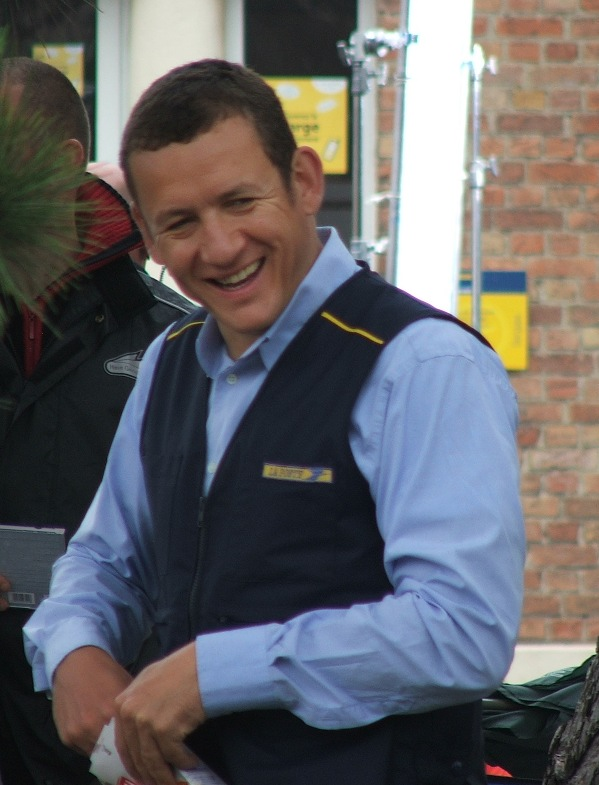
Dany Boon lors du tournage de son deuxième film en tant que scénariste-réalisateur, Bienvenue chez les Ch'tis (2007).

En février 2008 sort son deuxième film Bienvenue chez les Ch'tis qu’il a réalisé, coécrit et où il tient l’un des deux premiers rôles. Le film est d’abord projeté dans le Nord, le Pas-de-Calais et la Somme (départements où est parlé le ch’ti) (« Sortie Ch'ti mi »), une semaine avant la sortie nationale (Sortie Nachionale). Line Renaud, chanteuse et actrice, originaire de la région d'Armentières comme lui, tient le rôle de sa mère.
Il bat le record d’entrées au cinéma pour un film en France pour une première semaine avec 4 458 837 spectateurs et totalise 5 014 229 spectateurs si l’on rajoute les trois départements français où le film a été diffusé une semaine plus tôt. Le film connaît aussi un grand succès en Belgique, dans la région frontalière, qui a une forte proximité culturelle avec le Nord de la France, mais également dans le reste de la Belgique francophone.
En tout, le film totalise plus de 20 millions de spectateurs en douze semaines. Le 6 avril 2008, le film dépasse La Grande Vadrouille comme plus grand succès pour un film français au classement national. Le film a totalisé 20 489 303 d'entrées en France et a connu un grand succès dans plusieurs pays étrangers : l'Allemagne, la Suisse, la Belgique, l'Espagne, l'Italie, le Québec. Il a réalisé le plus gros démarrage de tous les temps pour un DVD avec une vente record de 650 000 exemplaires, le 29 octobre 2008, jour de sa sortie et ensuite plus de 2 millions d'exemplaires en une semaine.
Dany Boon a été désigné personnalité de l’année 2008, par un sondage, qui a été réalisé par les internautes de RTL et du quotidien Le Parisien et il figure en deuxième position dans la liste des personnalités préférées des Français pour l'année 2008, selon le classement réalisé deux fois par an par l'Ifop pour Le Journal du dimanche.
Dès 2009, il remonte sur scène pour un one-man-show, Trop stylé, qu'il joue à l'Olympia.
À la suite du succès des Chtis, il s'impose comme un acteur convoité : dans De l'autre côté du lit, de Pascale Pouzadoux, il forme un couple au bord de la crise avec Sophie Marceau. Puis en 2009, il fait partie de la distribution chorale de la nouvelle comédie de Danièle Thompson, Le code a changé, et tient le premier rôle d'un projet d'envergure, Micmacs à tire-larigot, le sixième long-métrage de Jean-Pierre Jeunet.

### Confirmation dans la comédie populaire et producteur (2010-2020)

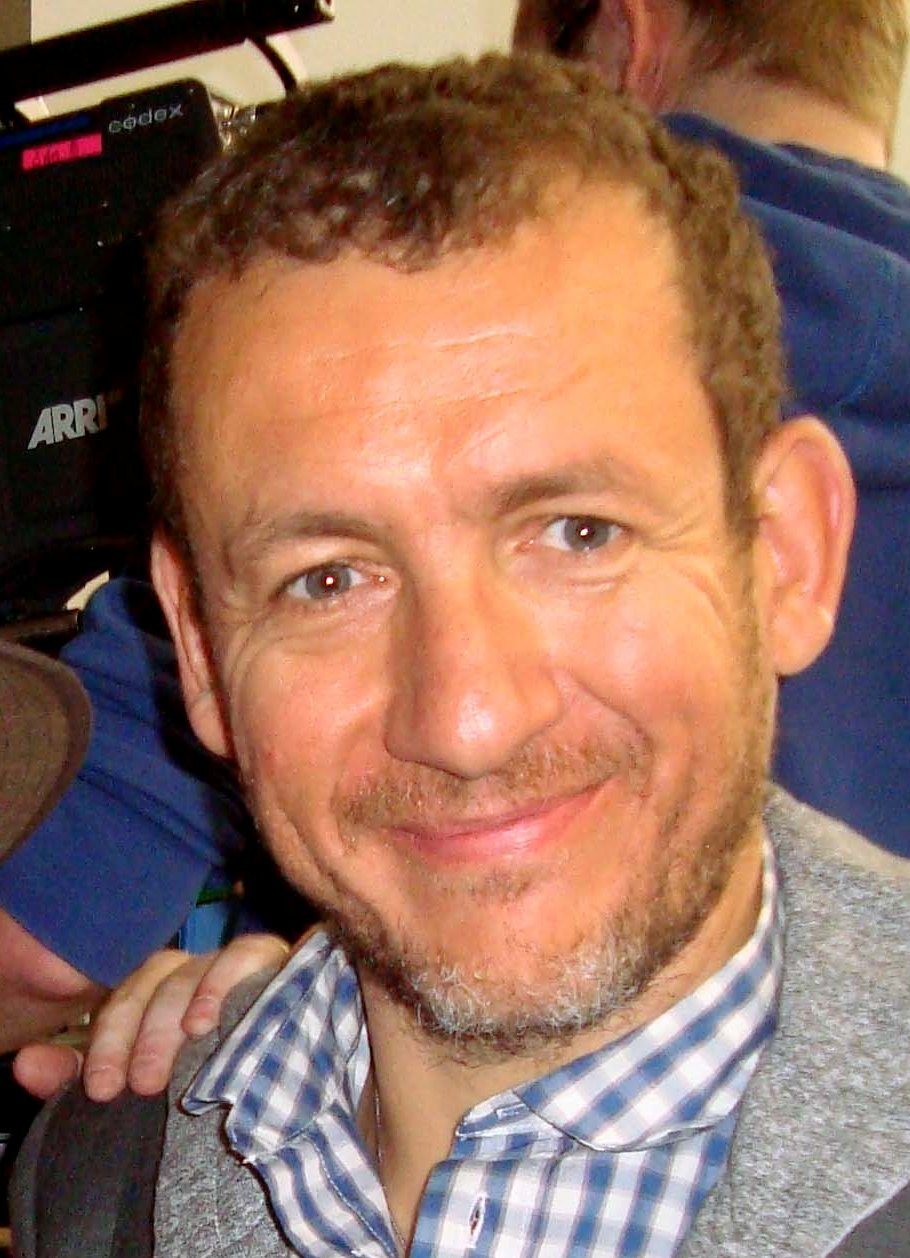
L'acteur en 2012, sur le tournage de Eyjafjallajökull.

Après une courte apparition dans Benvenuti al Sud (2010), remake italien de Bienvenue chez les Ch'tis, il signe en 2011, son troisième film en tant que scénariste-réalisateur, la comédie Rien à déclarer. Il en partage l'affiche avec le comédien belge Benoît Poelvoorde. En tant qu'acteur, il enchaîne avec deux grosses productions : en 2012, sortent Astérix et Obélix : Au service de Sa Majesté de Laurent Tirard, où il prête ses traits à Tetedepiaf, et la comédie romantique Un plan parfait, de Pascal Chaumeil, dont il partage l'affiche avec l'actrice allemande Diane Kruger.
En juin 2012, il s'associe à Laurent Storch qui entre dans le capital de ses différentes sociétés de production, Productions du Chicon, HBB26 et Productions du Ch'timi. De cette association naît le programme court Y'a pas d'âge de et avec Jérôme Commandeur sur France 2 dont Dany Boon est crédité producteur. Ces sociétés de production côtoient deux autres sociétés de production établies aux États-Unis (Los Angeles), également créées par Dany Boon. 26 DB Productions, situé à Beverly Hills produit des films et distribue des DVD, tandis que 26 DB Productions LLC (situé à Pacific Palisades) produit des films et des contenus télévisuels,.
Il prête sa voix à Olaf, le bonhomme-de-neige dans le Disney La Reine des neiges (2013).
En 2013, il continue dans le registre romantique vachard avec la comédie Eyjafjallajökull, d'Alexandre Coffre, avec cette fois la comédienne Valérie Bonneton. Il prépare dans la foulée son quatrième film en tant que scénariste-réalisateur, Supercondriaque, dont le sujet est en grande partie autobiographique. Le film est un gros succès de l'année 2014.
En février 2015, il est le président de la 40e cérémonie des César.
Il tente ensuite de s'éloigner de ce registre potache, en collaborant avec des acteurs-réalisateurs appréciés de la critique - mais à la fin de l'année 2015, Lolo, de et avec Julie Delpy, ne rencontre pas le public, et en juin 2016, la comédie à sketches Ils sont partout d'Yvan Attal, est un flop. Dès la rentrée, l'acteur revient cependant avec un projet proche de ses succès passés : Radin !, de Fred Cavayé, où il interprète un homme qui a beaucoup à perdre s'il continue à entretenir son avarice engendre dès son premier jour 136 272 entrées sur le territoire français. Dany Boon et Laurence Arné ont dû apprendre le violon et le violoncelle pendant trois mois, pour se rapprocher au plus près de leurs rôles.
Il est le coproducteur et metteur en scène de Jérôme Commandeur, et notamment pour sa première réalisation (Ma famille t'adore déjà !, 2016).
Il enchaîne avec son cinquième film en tant que scénariste-réalisateur, Raid dingue, dont il partage l'affiche avec la jeune Alice Pol, qu'il avait déjà dirigée dans Supercondriaque. Un nouveau succès commercial, à défaut de convaincre la critique. Pour ce film, le réalisateur reçoit d'ailleurs le premier César du public de l'histoire du cinéma français qui récompense le film français ayant fait le plus d’entrées en salle durant 2017 et le début de l'année 2018. Il enchaîne directement avec son sixième film, La Ch'tite Famille, annoncée pour 2018, année des 10 ans de Bienvenue chez les Ch'tis. Ce retour aux sources permettra à l'acteur de revenir aux Hauts-de-France, et de retrouver de nombreux comédiens récurrents de ses projets.

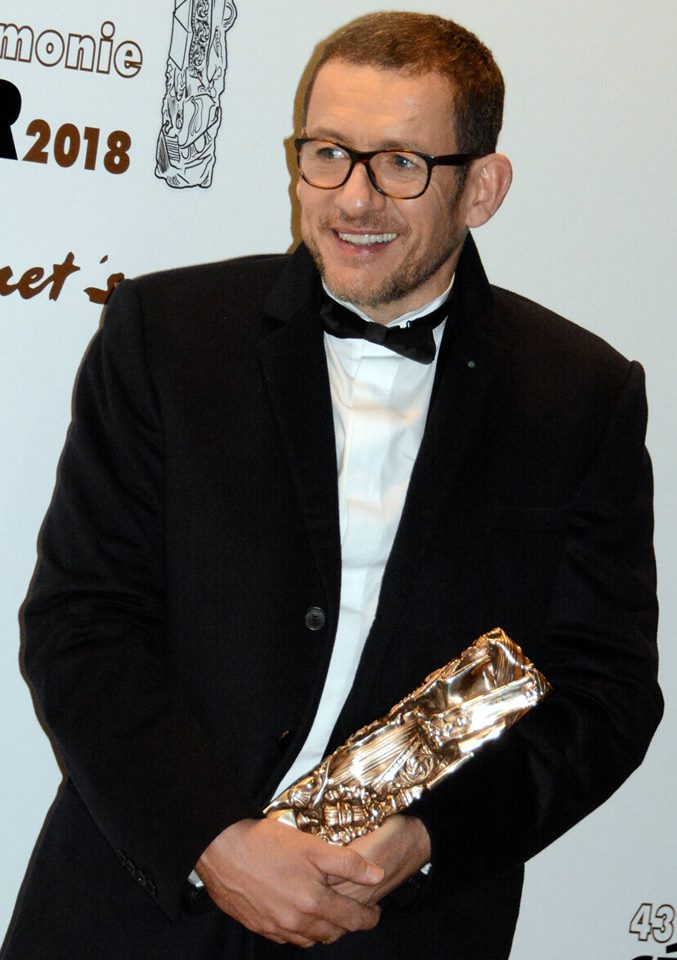
Dany Boon aux César 2018.

Entre 2016 et 2018, il joue sur scène un spectacle également en forme d'anniversaire, Dany de Boon des Hauts-De-France, qu'il annonce comme étant le dernier de sa carrière.
Dany Boon siège également au conseil de direction de Pathé,, qui produit ou coproduit bon nombre des films dans lesquels il peut avoir une ou plusieurs fonctions (acteur, coproducteur, scénariste, réalisateur...).
En 2020, Dany Boon et Philippe Katerine se sont investis dans les scènes d'action de la comédie Le Lion. Pour l'une d'entre elles, les deux acteurs ont eu droit à une excursion mouvementée en hélicoptère au-dessus de Paris.
Avec à la production à la fois Robert Guédiguian et Dany Boon, « Un triomphe » réussit l’alliance du militantisme de l’un et du populaire de l‘autre. Prix du Public au Festival d’Angoulême, c’est une agréable comédie sociale, un de ces films qui racontent des expériences positives, avec de l’humain, du comique, du dramatique, et toute l’absurdité de la vie. Kad Merad y incarne un acteur qui enseigne le théâtre en prison.

### Nouvelles productions cinématographiques (depuis 2021)
Dans la marche triomphale de Netflix, l'arrivée de Dany Boon restera une victoire de la plateforme, même si, avec 8 Rue de l'Humanité (2021), elle "s'est fait refiler un mauvais cheval" selon Télérama. Le film est un sévère échec critique. Dans Une belle course de Christian Carion sorti en 2022, le comédien forme un duo tendre et drôle avec Line Renaud. En avril 2023 sort au cinéma son nouveau long métrage : La Vie pour de vrai. En 2025, après sept ans d’absence, il revient dans un nouveau seul en scène, Clown n’est pas un métier !! initialement intitulé Dany Boon va mieux faire !, mis en scène par Isabelle Nanty.

### Vie privée

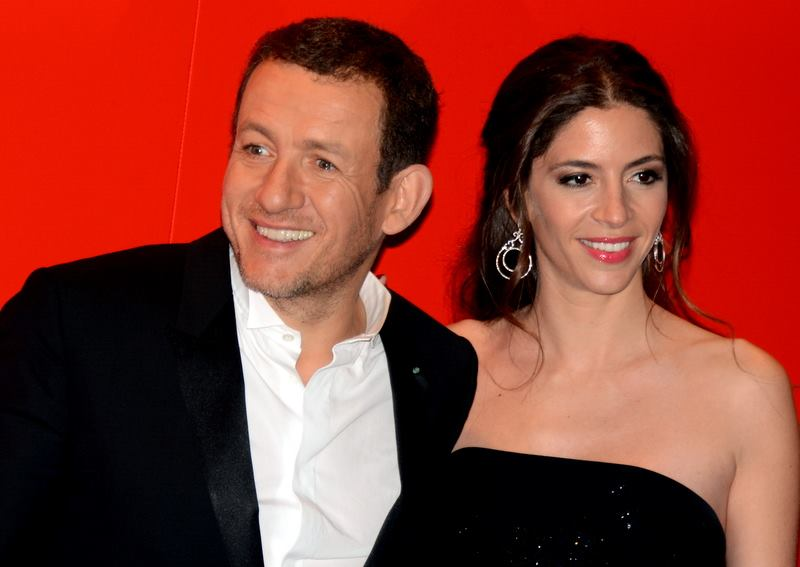
L'acteur en compagnie de sa troisième épouse, Yaël Harris, aux César 2015.

Marié et divorcé une première fois, il se remarie avec l’actrice Judith Godrèche, rencontrée en 1998, ils divorcent en 2002[réf. nécessaire].
Le 26 décembre 2003, il épouse la scénariste et mannequin suisse, Yaël Harris (née en 1980) rencontrée en décembre 2002. Elle tient un petit rôle dans le film Bienvenue chez les Ch'tis et a collaboré à la réalisation artistique du film. Ils divorcent en novembre 2018.
Il est le père de cinq enfants :
- Mehdi, né le 25 août 1997 de sa relation avec l'actrice Sophie Hermelin[47] ;
- Noé, né le 4 septembre 1999, avec Judith Godrèche[48] ;
- Eytan, né le 23 juin 2005[49], Élia, né le 20 décembre 2006[47] et Sarah, née le 27 février 2010[50], avec Yaël Harris.

Au début du film Micmacs à tire-larigot (2009), Noé joue le rôle de Bazil enfant, qui est ensuite joué à l'âge adulte par Dany Boon.
Après avoir vécu cinq ans à Los Angeles en Californie, pour suivre la nouvelle version de Bienvenue chez les Ch'tis en tant que conseiller artistique, Dany Boon s'installe avec Yaël et leurs enfants à Londres en 2014.
Divorcé, il est en couple avec la comédienne Laurence Arné depuis 2018. Il officialise leur relation le 3 mai 2021 sur la radio RTL. Le 12 décembre 2024, elle annonce leur séparation durant l’été 2024.
En juillet 2022, l'acteur se retrouve au milieu d'un scandale, notamment dans la presse irlandaise, après s'être fait escroquer de 6,7 millions d'euros par un Irlandais employé pour rénover son yacht.

## Revenus
Dany Boon est devenu en 2008, l'acteur le mieux payé de l'histoire du cinéma européen grâce au succès de Bienvenue chez les Ch'tis, avec un revenu pour l'année d'environ 26 millions d'euros.
L'acteur est souvent critiqué sur ses revenus, comme en décembre 2012, où le producteur Vincent Maraval le met en première ligne lors d'une attaque sur le mode de rémunération des acteurs français. Dany Boon s'est défendu début 2013 par ces citations : « Parler du salaire des acteurs est tout à fait nouveau. Louis de Funès vivait dans un château et on ne lui posait jamais ces questions, Fernand Raynaud roulait en Rolls Royce. Si j'arrive au studio comme ce matin en Rolls, le lendemain, je fais la Une de tous les magazines ».
« À aucun moment, on n'évoque que j'aide des associations avec mon argent, on n'écrit jamais qu'après Bienvenue chez les Ch'tis, j'ai donné 20 % en plus de salaire à toute l'équipe. Que j'ai réuni avec Jérôme Seydoux 2,5 millions d'euros pour le Ch'tifonds. Que je m'investis dans Children Action, une association basée à Genève ».
L’acteur a en même temps tenu à préciser qu’il n'y a pas un centime d'argent public dans son salaire, l'une des attaques de la critique de Maraval, et qu'il paye ses impôts dans son pays natal et aux États-Unis, où il réside en partie et où il a créé une société de production.
Le 23 janvier 2019, dans le documentaire La Comédie fiscale de Dany Boon, le journal en ligne Mediapart révèle que le comédien a investi entre 2014 et 2016 des millions de dollars dans onze hedge funds (des fonds spéculatifs) pour certains domiciliés dans des paradis fiscaux tels que les îles Caïmans et Bahamas ; l'un des fonds spéculatifs est le fonds Paulson. Mediapart, qui indique également que Dany Boon a été résident fiscal américain puis, à compter de 2014, britannique, questionne le patriotisme fiscal revendiqué par l'acteur ; les journalistes révèlent également qu'il a interrogé son avocat londonien en 2016 sur la possibilité que la loi fiscale française ne s'applique pas à son héritage. Boon, qui refuse de répondre aux questions de Mediapart, affirme le lendemain de la publication de l'enquête : « Toutes mes économies placées le sont légalement et déclarées dans le strict respect du droit et du devoir fiscal ».
Le 19 avril 2019, Mediapart révèle que Dany Boon a porté plainte contre X dans le cadre des informations divulguées au sujet de son manque de patriotisme fiscal. Mediapart fait l'objet d'une plainte pour vol, atteinte au secret des correspondances, violation du secret professionnel et recel,.
En 2023, Le Canard enchaîné soutient que Dany Boon aurait monté une société offshore dans un paradis fiscal afin de financer son yacht à 3,5 millions pour échapper à 700 000 euros de taxe sur la valeur ajoutée. Cette optimisation fiscale n’est pas illégale.

## Engagements caritatifs
Depuis 1996, Dany Boon est membre actif de la fondation Children Action, au profit des enfants en difficulté. Il a déjà participé à six soirées spectacles sur les neuf organisées depuis 1996, dont les bénéfices sont allés à l'association Suisse romande.
Depuis 2002, l'acteur a soutenu un projet de maison-relais à Dunkerque pour SDF, dont il est le parrain. Un spectacle non rémunéré de l'humoriste a eu lieu au Kursaal. Il a invité une vingtaine de SDF à voir une de ses prestations à l'Olympia. Ils ont été reçus dans sa loge, et conviés au buffet suivant la représentation. L'acteur a donné 250 000 euros depuis le début de cette implication et gagné avec Anne Marivin 72 000 euros à l'émission Qui veut gagner des millions pour cette association, le 2 juin 2008. La maison-relais, appelée le Gréement, a ouvert en mai 2011.
Dany Boon est parrain de l'association française Solidarité Avesnois, qui a pour objectif d'apporter du soutien aux sinistrés de la tornade qui a frappé le Nord de la France en août 2008.
Les droits sur la vente des produits dérivés liés au succès du film Bienvenue chez les Ch'tis ont été versés aux associations à vocation sociale : Les Vélos du cœur à Phalempin, La Ferme du Major à Raismes et le Secours populaire.
Ancien de l'Institut Saint-Luc de Tournai en Belgique, il est également parrain de cœur de l'association Action Sénégal, en faveur des enfants esclaves, des écoles et des dispensaires du Sahel.
L'acteur entre dans la troupe des Enfoirés pour l'association Les Restos du cœur en janvier 2014 2015, 2016 et 2024 .

## Engagements politiques
À l'occasion des élections municipales de 2009 à Hénin-Beaumont, qui voient pour la première fois une liste d'extrême droite arriver en tête du premier tour, Dany Boon publie un communiqué indiquant que « le Front national véhicule des idées à l'opposé de notre identité régionale. Le Nord Pas-de-Calais a toujours été une terre d'accueil, de tolérance, de respect de l'autre et de ses différences ». Il ajoute que « quoi qu'il se soit passé dans votre ville, quelles que soient vos colères et vos frustrations, rien ne justifiera jamais de voter pour un parti d'extrême droite ».
L'acteur et réalisateur a écrit son désarroi sur sa page Facebook, le 7 décembre 2015, au lendemain du premier tour des élections régionales, alors que la présidente et candidate du Front national, Marine Le Pen, est arrivée largement en tête dans les Hauts-de-France avec plus de 40 % des voix. L'humoriste s'adresse aussi aux électeurs de sa région, qu'il appelle affectueusement ses « biloutes » en patois ch'ti et à qui il dit son amour, et les invite à ne pas voter pour le Front national au second tour, le 13 décembre.
Le comédien dit comprendre les motivations du vote FN : « le ras-le-bol, la peur, l'incertitude de l'avenir », mais il « assure […] que voter pour l'extrême droite ne résoudra aucun des problèmes actuels, au contraire ».
Dans l'entre-deux tours de l'élection présidentielle de 2017 qui oppose Marine Le Pen et Emmanuel Macron, il appelle à voter pour le candidat d'En marche.

## Théâtre

### En tant qu'acteur

#### Seuls en scène
- 1993 : Vous sentez ce rythme infernal, Movies
- 1993 : Je vais bien, tout va bien, théâtre du Lucernaire
- 1993 : Chaud mais pas fatigué, Café de la Gare
- 1993-1994 : Dany Boon fou ?, théâtre Tristan-Bernard
- 1995 : Dany Boon au Palais des glaces : Je vais bien, tout va bien !, Palais des glaces
- 1996 : Tout entier, Olympia et en tournée
- 1996 : Y'a culture et culture, cafés-théâtres du nord de la France et de Belgique
- 1998 : Dany Boon au Bataclan, Bataclan
- 2000 : A French comedian lost in L.A., Melrose Theatre de Los Angeles
- 2001-2002 : En parfait état, Casino de Paris et à Olympia
- 2003-2004 : Dany Boon fête ses 10 ans, Olympia et en tournée (10 ans de carrière)
- 2003 : Dany Boon fête ses 10 ans à s’baraque, théâtre du Nouveau Siècle (dix ans de carrière)
- 2004-2006 : Waïka, Olympia[81] et en tournée
- 2009-2012 : Trop stylé, Olympia et en tournée
- 2016-2018 : Dany de Boon des Hauts-De-France, Olympia et en tournée
- 2025 : Dany Boon va mieux faire ! renommé Clown n’est pas un métier !!, mise en scène d’Isabelle Nanty, en tournée

#### Pièces de théâtre
- 1992 : La La Love You de Delphine Majoral, théâtre du Berry-Zèbre
- 1997 : Les Voilà, théâtre Trévise, Café de la Gare et en première partie du spectacle de Gustave Parking, Casino de Paris
- 2003-2004 : La Vie de chantier de Dany Boon, théâtre du Gymnase Marie-Bell
- 2007-2008 : Le Dîner de cons de Francis Veber, théâtre de la Porte-Saint-Martin
- 2019 : Huit euros de l'heure de Sébastien Thiéry, mise en scène Stéphane Hillel, théâtre Antoine

### En tant que metteur en scène
- 2008 : Jérôme Commandeur se fait discret, Palais des glaces
- 2009 : Jérôme Commandeur se fait discret, saison 2, Comédie de Paris
- 2010 : Jérôme Commandeur se fait discret, saison 2, théâtre du Splendid Saint-Martin

## Filmographie
Sauf indication contraire, les informations mentionnées dans cette section peuvent être confirmées par les bases de données cinématographiques IMDb et Allociné,  présentes dans la section « Liens externes ».

### Acteur

#### Cinéma

##### Longs métrages
- 1995 : Le Grand Blanc de Lambaréné de Bassek Ba Kobhio : Le médecin
- 1995 : Les Anges gardiens de Jean-Marie Poiré : Un figurant dans le bar branché de Bob Vandick (non crédité)
- 1996 : Oui d'Alexandre Jardin : Wilfried
- 1996 : Parole d'homme de Philippe Le Dem : Gérard
- 1997 : Le Déménagement d'Olivier Doran : Alain Keller (crédité "DANYBOON" au générique)
- 1998 : Bimboland d'Ariel Zeitoun : Greg
- 2004 : Pédale dure de Gabriel Aghion : Sébastien Jouve
- 2005 : Joyeux Noël de Christian Carion : Ponchel
- 2006 : La Doublure de Francis Veber : Richard
- 2006 : La Maison du bonheur de lui-même : Charles Boulin
- 2006 : Mon meilleur ami de Patrice Leconte : Bruno Bouley
- 2008 : Bienvenue chez les Ch'tis de lui-même : Antoine Bailleul
- 2008 : De l'autre côté du lit de Pascale Pouzadoux : Hugo
- 2009 : Le code a changé de Danièle Thompson : Piotr
- 2009 : Micmacs à tire-larigot de Jean-Pierre Jeunet : Bazil
- 2010 : Benvenuti al Sud de Luca Miniero : Le vacancier ch'ti
- 2011 : Rien à déclarer de lui-même : Mathias Ducatel
- 2012 : Astérix et Obélix : Au service de Sa Majesté de Laurent Tirard : Tetedepiaf
- 2012 : Dépression et des potes d'Arnaud Lemort : un brancardier
- 2012 : Un plan parfait de Pascal Chaumeil : Jean-Yves
- 2013 : Eyjafjallajökull d'Alexandre Coffre : Alain
- 2014 : Supercondriaque de lui-même : Romain
- 2015 : Lolo de Julie Delpy : Jean-René
- 2016 : Ils sont partout d'Yvan Attal : Pascal
- 2016 : Radin ! de Fred Cavayé : François Gautier
- 2017 : Raid dingue de lui-même : Eugène Froissard
- 2018 : La Ch'tite Famille de lui-même : Valentin D
- 2019 : Le Dindon de Jalil Lespert : René Vatelin
- 2019 : Murder Mystery de Kyle Newacheck : l'inspecteur d'Interpol Laurent Delacroix
- 2020 : Le Lion de Ludovic Colbeau-Justin : Léo
- 2021 : 8 Rue de l'Humanité de lui-même : Martin
- 2022 : Une belle course de Christian Carion : Charles
- 2023 : Mon crime de François Ozon : Palmarède
- 2023 : Murder Mystery 2 de Jeremy Garelick : l'inspecteur Laurent Delacroix
- 2023 : La Vie pour de vrai de lui-même : Tridan Lagache
- 2024 : Les Chèvres ! de Fred Cavayé : Maître Pompignac
- 2024 : La Famille Hennedricks de Laurence Arné : Ludo
- 2025 : Regarde d'Emmanuel Poulain-Arnaud : Antoine

##### Courts métrages
- 1992 : Sans queue ni tête de Jean-Henri Meunier : le pianiste
- 1994 : La Flache de Philippe Troyon : l'Abeille
- 1994 : La Porte de Philippe Vauvillé : le client du café
- 1997 : Amour, travail et santé… d'Antoine Lepoivre : le tueur
- 2014 : Palais de justesse de Stéphane De Groodt : l'accusé
- 2015 : Les Réunions 2 de Cyprien Iov : un anonyme (apparition)

#### Télévision
- 1993 : L'Avis des bêtes : Une certaine idée de la France (spectacle télévisé d'Élie et Dieudonné)[82]
- 1995 : Navarro, saison 7, épisode Coups bas : Jeff
- 1995-1996 : Les Zacros de la télé[83]
- 2003 : Nice People : personnages variés (sketchs)
- 2003 : L'Incroyable Dieudonné
- 2013 : Y'a pas d'âge (programme court de France 2), épisode Pour rabibocher un couple gay : Yohan

#### Doublage

##### Voix originales
Sont listés ici les films dont Dany Boon assure la voix dans la version originale.

###### Films d'animation
- 2005 : Pollux Le Manège enchanté de Dave Borthwick : Ambroise
- 2008 : Mia et le Migou de Jacques-Rémy Girerd : les Migous

###### Séries d'animation
- 2006 : Allez raconte (série télévisée) de Jean-Christophe Roger : le père

###### Publicités
- 1996 : Kiss Cool[84]
- 2007 : McDonald's, promotion des verres canettes Coca-Cola[85]

##### Doublage français

###### Films
- 1997 : Bean de Mel Smith : M. Bean[86] (Rowan Atkinson)
- 2011 : Zookeeper de Frank Coraci : Donald, le singe (Adam Sandler)
- 2016 : Le Bon Gros Géant de Steven Spielberg : le BGG (Mark Rylance)

###### Films d'animation
- 2004 : Gang de requins d'Éric Bergeron, Vicky Jenson et Rob Letterman : Frankie
- 2007 : Cendrillon et le Prince (pas trop) charmant de Paul J. Bolger : le prince Charmant
- 2008 : Horton de Jimmy Hayward et Steve Martino : Horton
- 2010 : Le Voyage extraordinaire de Samy de Ben Stassen : Samy adulte
- 2013 : La Reine des neiges de Chris Buck et Jennifer Lee : Olaf
- 2019 : La Reine des neiges 2 de Chris Buck et Jennifer Lee : Olaf
- 2020 : Les Aventures d'Olaf (court métrage) de Trent Correy et Dan Abraham : Olaf
- 2021 : Olaf Présente (courts métrages) : Olaf

### Réalisateur et scénariste
- 2006 : La Maison du bonheur
- 2008 : Bienvenue chez les Ch'tis
- 2008 : Les Chéris d'Anne (émission spéciale)  (coréalisateur avec Thierry Colby, Christophe Franck et Emmanuel Saada)
- 2011 : Rien à déclarer
- 2014 : Supercondriaque
- 2017 : Raid dingue
- 2018 : La Ch'tite Famille
- 2021 : 8 Rue de l'Humanité
- 2023 : La Vie pour de vrai

### Producteur
- 2010 : Benvenuti al Sud (coproducteur exécutif)
- 2012 : Benvenuti al Nord (producteur exécutif)
- 2013 : Y'a pas d'âge (programme court de France 2) (coproducteur)[87]
- 2014 : Palais de justesse (court-métrage)[88]
- 2016 : Ma famille t'adore déjà ! (coproducteur)
- 2017 : Fleur de tonnerre (producteur associé)
- 2017 : Raid dingue (coproducteur)
- 2017 : Escobar (producteur délégué)[89]
- 2018 : La Ch'tite Famille (coproducteur)
- 2020 : Un triomphe (coproducteur)

## Distinctions

### Décorations
- Officier de l'ordre des Arts et des Lettres (26 juin 2008)[90].
- Chevalier de la Légion d'honneur (10 novembre 2009)[91].

### Récompenses
- Prix SACD 2005 : meilleur one-man-show pour Waïka
- Prix Raimu de la comédie 2008 : meilleur acteur et meilleur film de comédie pour Bienvenue chez les Ch'tis
- Festival international du film de comédie de l'Alpe d'Huez 2008 : prix spécial du jury et prix du jury jeune pour Bienvenue chez les Ch'tis
- City of Lights, City of Angels de Los Angeles 2008 : prix du public pour Bienvenue chez les Ch'tis[92]
- Festival du film de Hambourg 2008 : prix du public pour Bienvenue chez les Ch'tis[93]
- Trophées du Film français 2008 : Trophée des trophées pour Bienvenue chez les Ch'tis[94]
- Festival du Cinéma Européen de Séville (es) 2008 : prix du public pour Bienvenue chez les Ch'tis
- Trophées du Film français 2012 : trophée Unifrance pour Rien à déclarer
- Les Etoiles du Parisien 2016 : meilleur one man show pour Dany de Boon des Hauts-de-France à l'Olympia (2016-2017)
- César 2018 : César du public pour Raid dingue

### Nominations
- Molières 1996 : meilleur one-man-show pour Je vais bien, tout va bien !
- Molières 2001 : meilleur one-man-show pour En parfait état
- Molières 2002 : meilleur one-man-show pour En parfait état
- Prix Raimu de la comédie 2006 : meilleur second rôle masculin pour La Doublure
- César 2006 : meilleur second rôle masculin pour Joyeux Noël
- Prix Raimu de la comédie 2007 : meilleur acteur pour Mon meilleur ami
- César 2007 : meilleur second rôle masculin pour La Doublure
- Prix Raimu de la comédie 2008 : meilleure mise en scène pour Bienvenue chez les Ch'tis
- Prix du cinéma européen 2008 : meilleur film pour Bienvenue chez les Ch'tis[95]
- César 2009 : meilleur scénario original pour Bienvenue chez les Ch'tis
- Prix Gaudí 2010 : meilleur film européen pour Bienvenue chez les Ch'tis
- Prix Goya 2010 : meilleur film européen pour Bienvenue chez les Ch'tis
- Molières 2017 : meilleur spectacle d'humour pour Dany Boon des Haut de France

## Box-office et audiences télévisuelles comme réalisateur

### Cinéma
| Film                      | Année | Entrées France | Entrées Monde |
| ------------------------- | ----- | -------------- | ------------- |
| Bienvenue chez les Ch'tis | 2008  | 20 489 303     | 26 689 412    |
| Rien à déclarer           | 2010  | 8 150 825      | 10 327 133    |
| La Ch'tite Famille        | 2018  | 5 626 049      | 6 412 699     |
| Supercondriaque           | 2014  | 5 269 924      | 6 373 542     |
| Raid dingue               | 2017  | 4 571 310      | 5 209 841     |
| La Maison du bonheur      | 2006  | 1 146 962      | 1 207 321     |
| La Vie pour de vrai       | 2023  | 802 694        |               |
| Les chèvres !             | 2024  | 182 438        |               |
| La Famille Hennedricks    | 2024  | 199 631        |               |
| Total                     |       | 46 057 067     | 56 219 948    |

### Télévision
Le 28 novembre 2010, Bienvenue chez les Ch'tis réunissait en 1re diffusion 14 400 000 téléspectateurs français, la plus grosse performance pour un film depuis 1992. Derrière cet exploit imposant, les diffusions de films réalisés par Dany Boon ont été nombreuses à dépasser les 5 millions de téléspectateurs depuis 2009, ce qui n'est plus aussi courant pour les films avec l'envolée des chaines de la TNT depuis la fin des années 2000. Toutes ces performances ont eu lieu sur la plus ancienne chaîne de télévision généraliste française, TF1.

## Publications
- Dany Boon et Jean-Claude Lother, Bienvenue chez les ch'tis : Les coulisses du tournage, Éditions Fan de toi, 2008 (ISBN 978-2-35601-019-3)
- Dany Boon, Pierre Veys et Frédéric Coicault, Bienvenue chez les ch'tis, Paris, Guy Delcourt, coll. « Solidarite », 2008, 45 p. (ISBN 978-2-7560-1537-8)
- Dany Boon et Yaël Boon, La Vie de chantier, Paris, Le Cherche Midi, coll. « Sens de l'humour », 2004, 188 p. (ISBN 978-2-7491-0241-2)
- Dany Boon, Rien à déclarer : Les blagues franco-belges, Paris, Michel Lafon, 2011, 159 p. (ISBN 978-2-7499-1354-4)
- Dany Boon, Pierre Veys et Rudowski, Rien à déclarer, Paris, Guy Delcourt, coll. « Solidarite », 2014, 46 p. (ISBN 978-2-7560-2619-0)
- Dany Boon, Pierre Veys et Rudowski, Supercondriaque, Paris, Guy Delcourt, coll. « Solidarite », 2014, 47 p. (ISBN 978-2-7560-5415-5)